# El cònsol de Sodoma
El cònsol de Sodoma és una pel·lícula espanyola que es va estrenar el 8 de gener de 2010. Dirigida per Sigfrid Monleón i protagonitzada per Jordi Mollà, està basada en la vida del poeta Jaime Gil de Biedma recollida en la biografia de Miguel Dalmau Soler. Ha estat doblada al català.
La pel·lícula transcorre principalment a Barcelona, Manila i Madrid, des de 1959 (data de la publicació del seu primer llibre) fins a la mort del poeta, en 1990.

## Argument
Poc després de tornar d'un viatge de negocis a les Filipines, Jaime Gil de Biedma és abandonat pel seu amant pel fet que la relació entre tots dos s'ha fet insuportable donat el seu diferent estrat social. Jaime, fill d'un important empresari del tabac barceloní, compagina el seu ús en l'empresa familiar amb la seva discontínua carrera literària. A més alterna amb intel·lectuals d'esquerra, encara que, a causa de la posició de la seva família, la policia no l'importuna.
El seu pare el pressiona perquè prengui les regnes de la companyia, però ell es resisteix perquè prefereix viure de manera bohèmia i amb llibertat per a tenir experiències vitals que reflectir en les seves obres. Fins que coneix a Bel, una dona liberal a punt de separar-se del seu marit, i planeja asseure el cap casant-se amb ella a més de fer-se càrrec de la direcció de l'empresa familiar. Però els seus plans es veuen frustrats quan el consell d'administració rep d'un rival unes fotos preses a les Filipines en les quals apareix Jaime practicant sexe amb un noi natiu. A més Bel rebutja la seva proposició de matrimoni i mor poc després en un accident causat per una riuada. Llavors Jaime sofreix una depressió i intenta suïcidar-se. Una vegada recobrat torna a la seva vida de sempre en els cercles literaris on coneixerà a un jove gitano, ajudant de fotografia, amb qui inicia una nova relació sentimental. Les diferències socials i polítiques tornaran a ser l'origen de la deterioració d'aquesta nova relació que finalitzarà el mateix dia de l'enterrament de Franco. Temps després, ja en la transició i amb un nou amant, Jaime descobreix que ha desenvolupat, a conseqüència de la sida, sarcoma de Kaposi, un tipus de càncer de pell que serà part de les causes de la seva posterior mort.

## Repartiment
| Intèrpret          | Personatge                      |
| ------------------ | ------------------------------- |
| Jordi Mollà        | Jaime Gil de Biedma             |
| Bimba Bosé         | Bel                             |
| Àlex Brendemühl    | Juan Marsé                      |
| Josep Linuesa      | Carlos Barral                   |
| Isaac de los Reyes | Toni                            |
| Biel Durán         | Enric Vila-Matas                |
| Marc Martínez      | Víctor Anglada                  |
| Isabelle Stoffel   | Colita                          |
| Juli Mira          | Don Luis, pare de Jaime         |
| Vicky Peña         | Donya Luisa Alba, mare de Jaime |
| Alfonso Begara     | Luis                            |

## Comentaris
La pel·lícula està basada en el llibre que el guionista Miguel Dalmau va escriure en 2004.
Va haver-hi polèmica per la qualificació que va rebre la pel·lícula per oferir escenes de sexe explícit.

## Palmarès
XXIV Premis Goya
| Categoria                        | Persona                                                             | Resultat  |
| -------------------------------- | ------------------------------------------------------------------- | --------- |
| Millor actor protagonista        | Jordi Mollà                                                         | Candidat  |
| Millor actriu de repartiment     | Vicky Peña                                                          | Candidata |
| Millor guió adaptat              | Joaquín Górriz Miguel Dalmau Sigfrid Monleón Miguel Ángel Fernández | Candidats |
| Millor disseny de vestuari       | Cristina Rodríguez                                                  | Candidata |
| Millor maquillatge i perruqueria | José Antonio Sánchez Paquita Núñez                                  | Candidats |

XIX Premis Turia
| Categoria      | Persona             | Resultat  |
| -------------- | ------------------- | --------- |
| Millor actor   | Jordi Mollà         | Guanyador |
| Premi especial | El cònsol de Sodoma | Guanyador |

Premis Gaudí de 2011
| Categoria                 | Persona     | Resultat |
| ------------------------- | ----------- | -------- |
| Millor actor protagonista | Jordi Mollà | Candidat |